# Luftskyddslotteriet
Luftskyddslotteriet var ett nationellt lotteri i Sverige initialt anordnat av Luftskyddsinspektionen och från 1944 av Civilförsvarsstyrelsen. 
Vinsten från lotteriet var vid slutet av 1940-talet cirka 50 000 kronor årligen vilket tillfallit Riksluftskyddsförbundet som del av civilförsvaret.
1951 var första pris 30 000 kronor, andra pris en Volvo och tredje en Saab
1958 kunde de sex första vinnarna kvittera ut varsin Opel Rekord.